# 不丹衛生部
不丹衛生部是不丹負責管理和發展國家衛生改革的部門。

## 組織架構
- 公共衛生部
- 公共服務部

## 部長
- 桑格·乃杜（1998年－1999年擔任衛生和教育部長）
- 藏雷·杜巴（英语：Zangley Dukpa）
- 德欽·旺姆（英语：Dechen Wangmo (politician)）（2018年11月7日－至今）